# جبل أم علي
قرية جبل أم علي - قرية الصالحين تقع على الضفة الشرقية لنهر النيل على بعد 225 كيلومتر شمال العاصمة الخرطوم. وتتبع القرية إدارياً لولاية نهر النيل - محافظة شندي. واختلفت الروايات في سبب تسميتها بهذا الاسم (أم علي) حيث تقول رواية أن أم علي هذه امرأة كان ابنها براً بها لدرجة أن قرر دفنها على رأس جبل في أطراف القرية وعرف المسافرون هذا الجبل باسم جبل أم على وام على هي (بكره بت مكابر). وللبروفيسور عون الشريف قاسم رواية أخرى وهي أن الاسم محرف من كلمة (أوملي) النوبية التي تعني (جبل). والمنطقة كما يدل اسمها محاطة بالجبال من الناحيتين الشرقية والشمالية ويحدها النيل من الغرب. ويسكن القرية بصورة دائمة حوالي 3000 مواطن بينما يتفرق معظم أهلها في أم درمان والخرطوم وبورتسودان والقضارف وبقية مدن السودان. بالقرية مدارس للتعليم الأساسي ومركز خلاوي تعليم القرآن ومركز صحي حديث ومحطة مياه ونادي ثقافي اجتماعي. وساعد موقعها على أن يكون بها محطة تقوية لخط أنابيب البترول ونقطة تفتيش. وجبل أم علي كانت محطة على خط السكة حديد تعرف بالكيلو 228 وكان بها مكتب بريد يخدم كل القرى المحيطة شرقاً وغرباً قبل أن يتضاءل دور السكة حديد في السودان.

## تركيبتها السكانية
أساسا تعتبر المنطقة من أهم المناطق الاثرية وامتداد للحضارة النوبية التي لم تكتشف بعد حيث تبعد حوالي 20 كيلو تقريبا من اهرامات البجراوية هناك بعض المقولات تشير الي بعض جبالها علي انه تم بناء الاهرامات منها
يسكنها الآن امتداد الي تلك الحضارة من قبيلة الجعليين العمراب نسبة إلى جدهم عمر بن بلال بن محمد بن عبد العال بن عرمان المنتسب إلى إبراهيم جُعُل وكان المسلماب أول من سكن جبل ام علي ثم انتقل إليها الشيخ حامد أبوعصاة منتقل إليها من المكنية وهو ان شاء الله رجل صالح وهو القائل: أساس الدين القران وغاية القرب الإحسان وكذلك يسكن العمراب قرية جبل ام على وتقع جبل ام علي شمال مدينة شندي.